# Callisto (mythologie)
Pour les articles homonymes, voir Callisto.
Dans la mythologie grecque, Callisto (en grec ancien Καλλιστώ / Kallistṓ) est une nymphe, faisant partie des chasseresses d'Artémis. Violée par Zeus, ayant pris l'apparence de la déesse, elle est métamorphosée (en) en ourse, avant d'être transformée en constellation, sous le nom de Grande Ourse.

## Étymologie
Le nom Callisto, en grec ancien Καλλιστώ / Kallistṓ, dérive de καλλίστη / kallístē (« la plus belle »), superlatif de l'adjectif καλός / kalós (« beau »),.

## Mythe
Le mythe de Callisto ne connaît pas de version unifiée ou originelle, mais un ensemble de traditions parfois lacunaires.

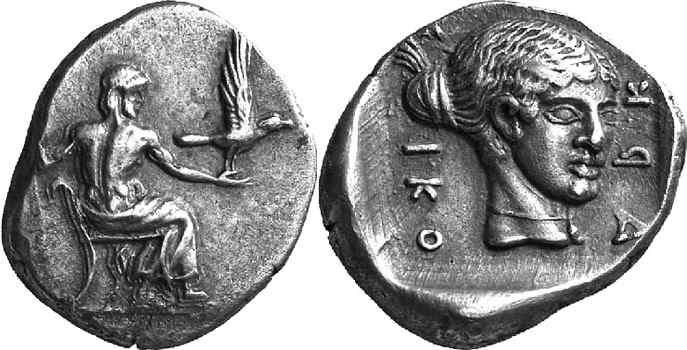
Hémidrachme de Tégée, représentant à l'avers Zeus Lykaios et, au revers, la tête de Callisto, 460-450

### Ascendance
L'ascendance de Callisto est incertaine : certaines versions en font la fille de Lycaon, roi d'Arcadie ou de Nyctée, fils de Poséidon.

### Viol par Zeus

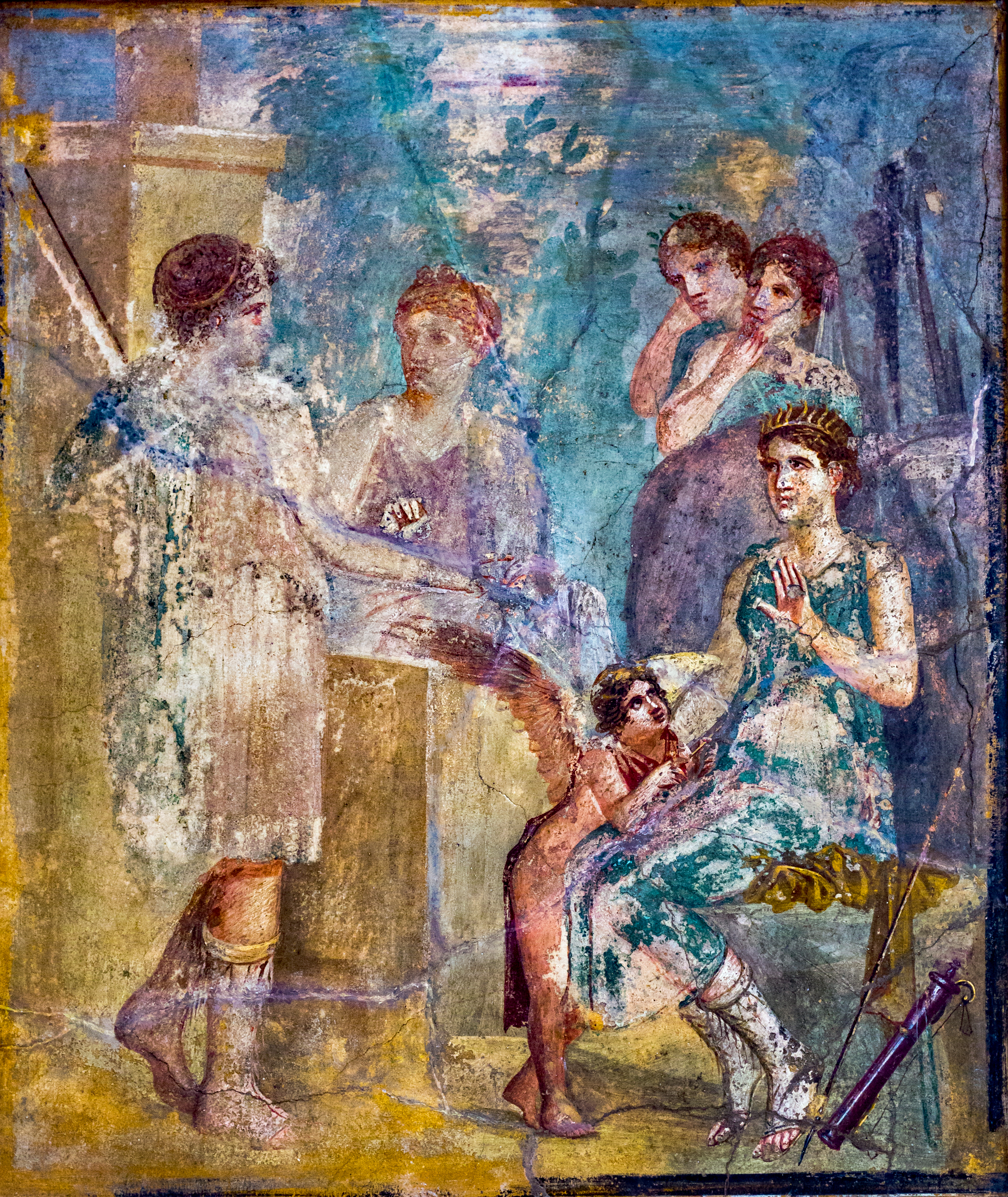
Artémis, Callisto (à gauche), Éros et d'autres nymphes. Fresque antique de Pompéi, musée archéologique national de Naples.

Callisto faisait partie de la suite d'Artémis qui imposait à ses compagnes une stricte chasteté. Zeus s'éprit d'elle et imagina une ruse pour la séduire. Il prit les traits d'Artémis pour l'approcher sans éveiller sa méfiance et la viola. Tombée enceinte à l'issue de ce viol, elle chercha à cacher son état à Artémis, mais fut découverte lors d'une baignade dans la rivière.

### Métamorphose et catastérisation
Artémis entra dans une vive colère et la chassa de sa suite. Callisto ayant enfanté un fils, Arcas, Héra, épouse de Zeus, choisit ce moment pour châtier sa rivale en la transformant (en) en ourse, condamnant la malheureuse à trouver refuge dans la montagne. Quinze ans plus tard, Arcas, devenu jeune homme, chassait dans les montagnes lorsqu'il tomba nez à nez avec Callisto. Selon la plupart des versions du mythe, Zeus ne permit pas que le fils portât le coup fatal à sa mère : il les fit enlever tous deux pour les placer dans le ciel où ils forment les constellations de la Grande et de la Petite Ourse.

## Réception

### Arts modernes

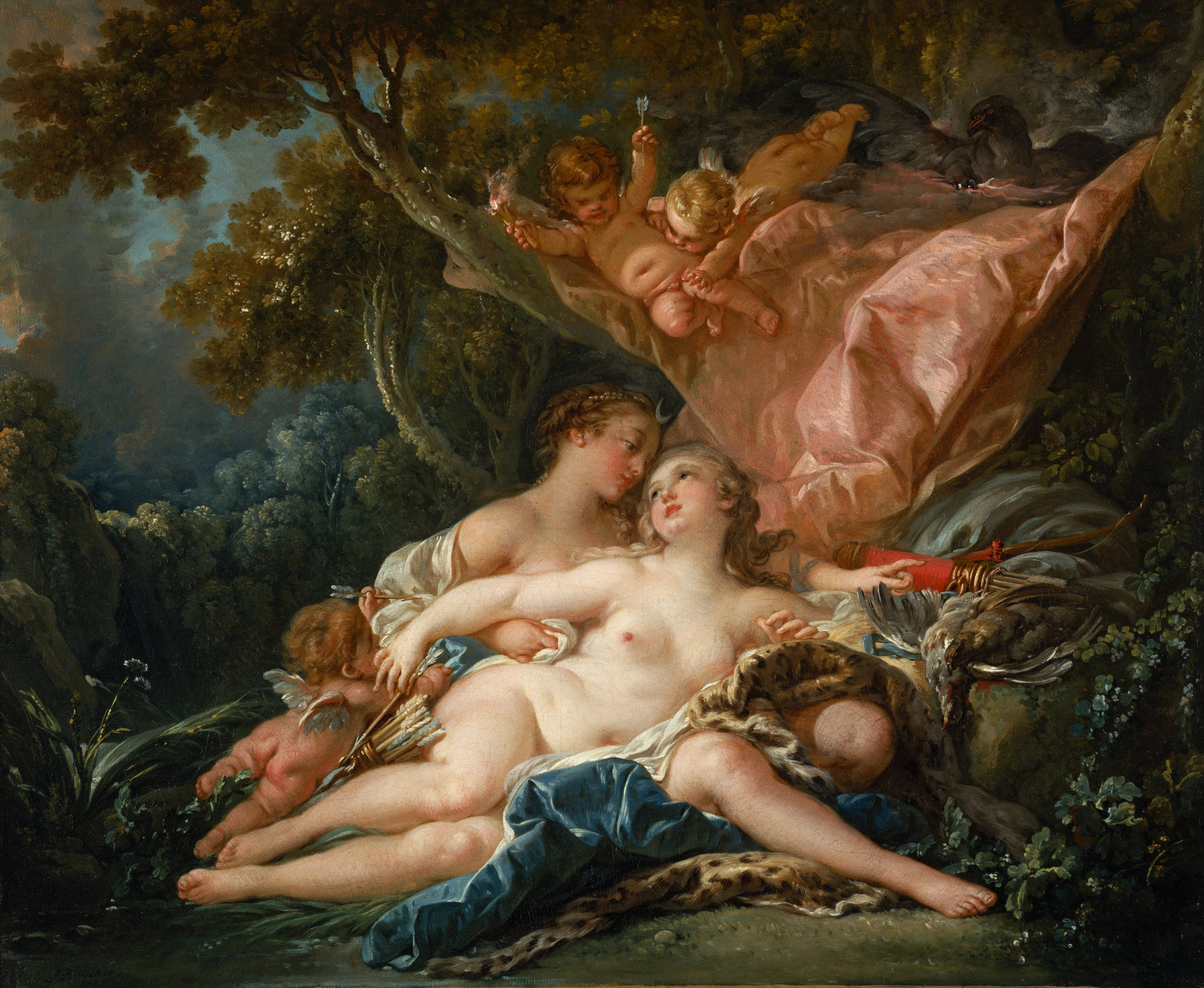
François Boucher, La Nymphe Callisto, séduite par Jupiter sous les traits de Diane, huile sur toile, 1759, musée d'art Nelson-Atkins.

À l'époque moderne, les artistes représentent majoritairement deux épisodes du mythe de Callisto : la scène de séduction entre elle et Zeus métamorphosé en Artémis (reconnaissable par ses attributs, comme le foudre ou l'aigle), ainsi que la découverte de la grossesse de Callisto par la véritable déesse.
Le premier thème iconographique est un prétexte à la représentation d'une scène d'amour lesbien.

### Astronomie
Callisto donne son nom à Callisto (ou Jupiter IV), l'une quatre principales lunes de Jupiter (ou satellites galiléens), qui reçoivent les noms d'amours de Zeus. Découverte en 1610 par Galilée, elle est nommée ainsi en 1614 par Simon Marius.
L'astéroïde (204) Callisto, de la ceinture principale, est également nommé en l'honneur du personnage mythologique par Johann Palisa après sa découverte le 8 octobre 1879.

### Sources antiques
- Pseudo-Apollodore, Bibliothèque [détail des éditions] [lire en ligne], III, 8, 2.
- Ovide, Métamorphoses [détail des éditions] [lire en ligne], II, 401-530.

#### Dictionnaires et encyclopédies
- Pierre Grimal (préf. Charles Picard), Dictionnaire de la mythologie grecque et romaine, Paris, Presses universitaires de France, 1994, 12e éd. (1re éd. 1951), 574 p. (ISBN 2-13-044446-6), « Callisto », p. 76.
- Edith Hamilton (trad. Abeth de Beughem), La Mythologie : ses dieux, ses héros, ses légendes, éditions Marabout, 1978, 414 p. (ISBN 978-2-501-00264-6).
- (en) Ian McPhee, « Kallisto », dans Lexicon Iconographicum Mythologiae Classicae, vol. V, Zurich, Munich et Düsseldorf, Artemis Verlag (de), 1990 (ISBN 3-7608-8751-1, lire en ligne), p. 940-944 et pl. 604-605.

#### Études
- Sandra Boehringer, « Monter au ciel : le baiser de Kallistô et d’Artémis dans la mythologie grecque », dans Lydie Bodiou et Véronique Mehl, La religion des femmes en Grèce ancienne : mythes, cultes et société, Rennes, Presses universitaires de Rennes, 2009 (ISBN 978-2-7535-0882-8, lire en ligne), p. 33-50.
- Sandra Boehringer et Violaine Sebillotte Cuchet, « Artémis et Callisto : l’amour entre femmes. Ovide, Métamorphoses », dans Hommes et femmes dans l'Antiquité grecque et romaine, Paris, Armand Colin, 2011 (ISBN 978-2-200-25913-6, lire en ligne).
- Madeleine Jost, « Deux mythes de métamorphose en animal et leurs interprétations : Lykaon et Kallisto », Kernos, vol. 18,‎ 2005, p. 347-370 (lire en ligne , consulté le 19 décembre 2024).